# Roxandra Edling

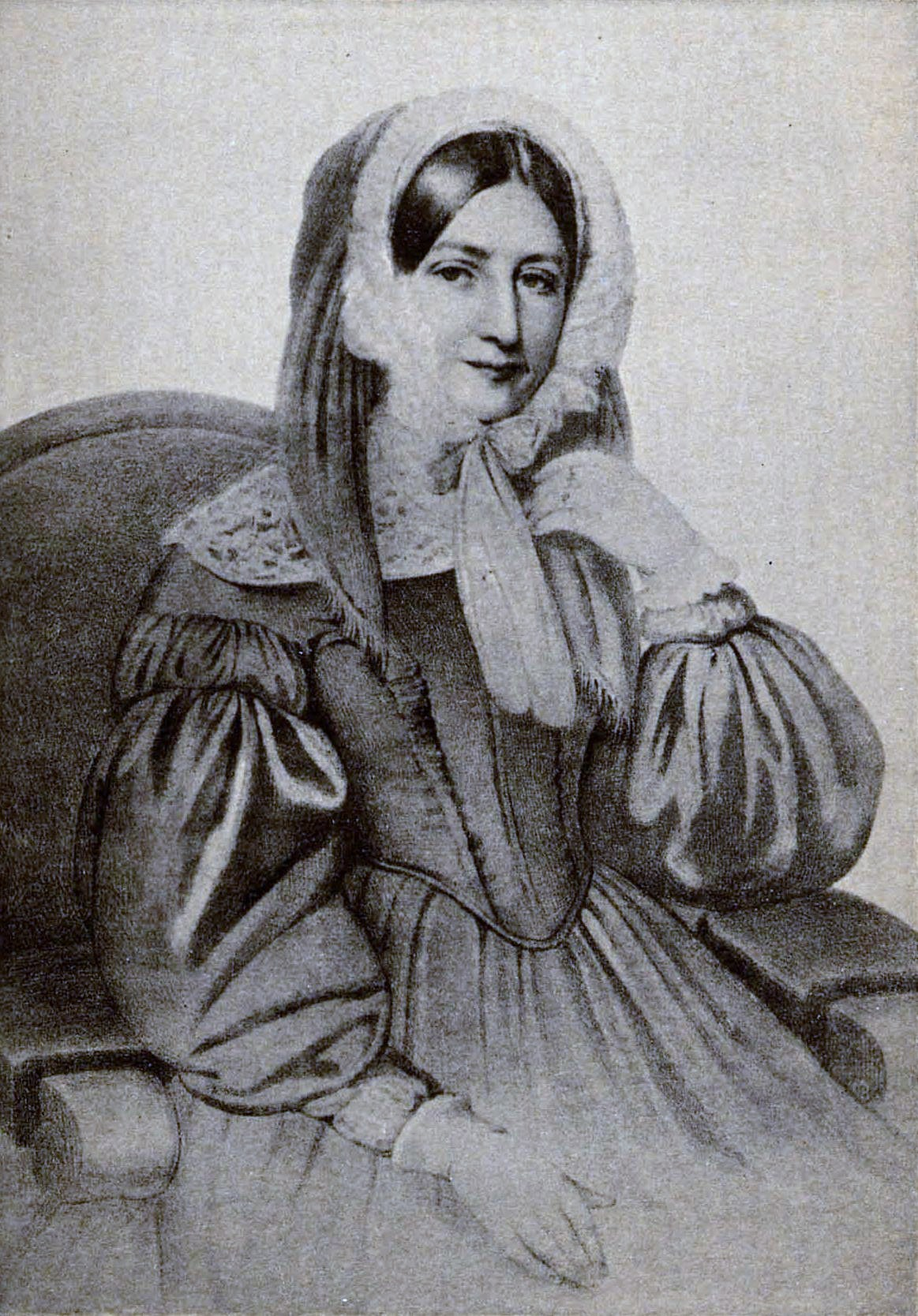
Roxandra Edling

Roxandra Edling, geborene Sturdza, (russisch Роксандра Скарлатовна Эдлинг (ур. Стурдза); * 12. Oktoberjul. / 23. Oktober 1786greg. in Konstantinopel; † 16. Januarjul. / 28. Januar 1844greg. in Odessa) war eine russische Hofdame moldauischer Herkunft.

## Leben
Roxandra Sturdzas Vater (1750–1816, verwandt mit den Fürsten Mourousis) war Diplomat in Konstantinopel. Nach dem Frieden von Jassy folgte er einem Vorschlag russischer Diplomaten und emigrierte 1792 mit der gesamten Familie nach St. Petersburg. Das Leben in St. Petersburg erwies sich als schwierig und zu teuer, sodass die Sturdzas mit ihrem letzten Geld ein Landgut am Dnepr bei Mogiljow kauften und sich dort der Erziehung der fünf Kinder widmeten. Die dritte Tochter Roxandra war bis dahin von einem griechischen Kindermädchen erzogen wurde, das sehr religiös war und sie und den jüngeren Bruder Alexander stark beeinflusste. Nun verwandelten Hauslehrer das Gut in eine Akademie.
Die Familie Sturdza kehrte 1801 nach St. Petersburg zurück, damit der älteste Sohn Konstantin seinen Dienst bei der russischen Regierung antreten konnte und die übrigen Kinder ihre Bildung vervollständigten. Roxandra las viel und insbesondere die Schriften Friedrich Gottlieb Klopstocks. Nach dem Tod ihrer Schwester und dem Suizid Konstantins beschäftigte sie sich verstärkt mit den Sorgen und Kümmernissen und wurde so zur zentralen Person der Familie. Von ihren Eltern wurde sie als Hoffräulein an den kaiserlichen Hof geschickt, wo sie ein- oder zweimal wöchentlich Dienst hatte. Sie machte sich mit der Erzieherin der Kinder der kaiserlichen Familie Charlotte von Lieven bekannt, die ihr das Wohlwollen der Großfürstinnen verschaffte. Sie befreundete sich mit der Engländerin Elisabeth Tschitschagowa geborene Probi, Frau des Admirals Pawel Tschitschagow, in dessen Haus sie die Brüder Joseph und Xavier de Maistre, Ioannis Kapodistrias u. a. kennenlernte. Xavier de Maistre befreundete sich mit ihr und diskutierte mit ihr Fragen der Philosophie, Geschichte und Politik unter Vermeidung der Religion. Kapodistrias gegenüber erwies sie sich als glühende Verfechterin der griechischen Unabhängigkeit vom osmanischen Joch. Allerdings starb Elisabeth Tschitschagowa 1811, und Kapodistrias ging nach Wien, sodass der Kontakt zu diesen Kreisen abbrach. Auch erkrankte ihr Vater; ihre Mutter ging aufs Land, und die Versorgung ihres Bruders Alexander blieb ihr überlassen.
Roxandra Sturdza bemühte sich nun um eine Fräulein-Stelle bei einer der Kaiserinnen. Dank der Fürsprachen der Gräfin Warwara Golowina und der Prinzessin von Tarent erhielt sie die Möglichkeit, bei der Kaiserin-Witwe Maria Fjodorowna oder der Kaiserin Elisabeth Alexejewna zu dienen. Sie wählte die Stelle bei der Kaiserin Elisabeth, die sie für unglücklich hielt und der sie helfen wollte, und zog im Sommer 1811 in den Sommerpalast auf der St. Petersburger Steinernen Insel ein. Sogleich beschäftigte sie sich mit Fragen der Außenpolitik, die Gegenstand aller Diskussionen waren. In den Jahren ihres Dienstes als Fräulein bei Kaiserin Elisabeth bis 1816 beobachtete sie genau das Geschehen um sie herum und die Ereignisse und trug alles täglich in ihr Tagebuch ein. Bei den Besuchen Kaiser Alexanders I. bei seiner Frau unterhielt er sich häufig mit Fräulein Roxandra, deren offene Art er schätzte. Insbesondere die Geschehnisse des französischen Angriffskriegs 1812 ließen auch religiöse Aspekte wichtig werden.
Als Roxandras Vater 1813 ruiniert und auch gelähmt war, richtete Fräulein Roxandra kein Bittgesuch an die Regierung, sondern schilderte ihr Schicksal ausführlich in einem Brief an den befreundeten österreichischen Militärattaché, denn sie wussten, dass Briefe von Hofangestellten an ausländische Diplomaten geöffnet und die Inhalte gemeldet wurden. Tatsächlich erreichte der Inhalt den Kaiser, der dem Vater eine Jahrespension von 10.000 Rubel gewährte. Schon vorher war es Roxandra gelungen, ihrem Bruder Alexander eine gute Anstellung im Außenministerium zu verschaffen.
Auf der dreijährigen Auslandsreise der Kaiserin Elisabeth ab Dezember 1813 gehörte Fräulein Roxandra zur Begleitung. In Weimar lernte sie den Außenminister und Hofmarschall Albert Cajetan von Edling (1792–1841) des Herzogtums Sachsen-Weimar-Eisenach kennen, der sie wenig beeindruckte und später ihr Mann wurde. In Baden näherte sie sich aufgrund ihrer religiösen Interessen der Baronin Juliane von Krüdener und dem Schriftsteller Johann Heinrich Jung-Stilling, für den sie sich bei der Kaiserin um eine Pension zur Beseitigung seiner Armut und um 1000 Tscherwonzen zur Begleichung der Schulden bemühte. Mit Kapodistrias in der Schweiz begann sie einen lebhaften Briefwechsel. Als Alexander I. in Bruchsal ankam, empfahl sie ihm Kapodistrias als Diplomaten und erhielt die Zusage zur Berufung Kapodistrias’ an den Wiener Kongress. Auf ihre Anregung hin unterhielt sich Alexander I. auch mit Jung-Stilling. Weiter ging die Reise nach Wien, wo sie die Verhandlungen aufmerksam verfolgte. Ihre Bemühungen in der griechischen Frage und eine entsprechende Note an Alexander I. fanden jedoch kein Gehör. Auch ihr Verhältnis zu dem nach Wien gekommenen Kapodistrias kühlte sich ab. Einen prophetischen Brief der Baronin Krüdener über den Untergang des Hauses Boubon zeigte sie Alexander I., der dann auf der Reise nach Paris 1815 in Heidelberg Krüdener traf. Fräulein Roxandra kehrte 1816 mit der Kaiserin Elisabeth nach St. Petersburg zurück.
Der Weimarer Außenminister Albert Cajetan von Edling hatte Herzog Carl August von Sachsen-Weimar-Eisenach zum Wiener Kongress begleitet und war dann auf Anraten der Großfürstin Maria Pawlowna, Frau des Erbprinzen Carl Friedrich, nach St. Petersburg gereist. Dort heiratete er Roxandra Sturdza und kehrte dann mit ihr nach Weimar zurück, um seinen Dienst am Weimarer Hof fortzuführen.
Nach dem Ausscheiden Edlings aus dem Weimarer Dienst 1819 reiste Roxandra Edling mit ihm nach Oberitalien, zu seinen Verwandten in Gorizia und Heidenschaft, nach Wien und durch Süddeutschland, um sich dann in St. Petersburg niederzulassen. Bei der Verteilung von Ländereien im Gouvernement Bessarabien erhielt sie 10.000 Dessjatinen Land, wo sie sich 1822 auch ansiedelten, denn bei Hofe waren sie nun nicht sehr angesehen. Sie baute mit großem Erfolg bei Odessa das Landgut Mansyr (ab 1945 Lesnoje) mit bewässerten Feldern, Weinanbau und Schafzucht auf. Sie beschäftigte keine Leibeigenen, sondern nur Tagelöhner. Eine Kirche, eine Schule und ein Krankenhaus wurden gebaut.
Einen Teil des Jahres verbrachte Roxandra Edling in Odessa, wo ihr Haus eines der Zentren der aufgeklärten Gesellschaft war. Ein häufiger Gast war Alexander Puschkin. Auch betätigte sie sich als Wohltäterin. Sie unterstützte den Dichter Wiktor Tepljakow, der beim Generalgouverneur Michail Woronzow diente. Zur Pflege ihrer Gesundheit hielt sie sich 1824 in Deutschland und Frankreich auf und kehrte 1825 zurück. Sie begann 1829 mit dem Verfassen ihrer Memoiren, in denen sie die Jahre bis Alexanders I. Tod 1825 beschrieb. Ihre Aufzeichnungen wurden 1887 veröffentlicht und waren eine wichtige Quelle für den Historiker Nikolai Schilder. Sie organisierte die Befreiung von Tausenden von Griechen aus Chios und Kreta aus osmanischer Gefangenschaft. Am Anfang der 1830er Jahre entstand auf ihre und Jelisaweta Woronzowas Initiative in Odessa die Frauenwohltätigkeitsgesellschaft zur Unterstützung der Armen. Das geplante Waisenhaus in Odessa entstand nach ihrem Tode.
Roxandra Edling starb nach langer schwerer Krankheit am 28. Januar 1844 in Odessa und wurde auf dem Woskressenskoje-Friedhof in Odessa begraben.